# Parahormetica
 Parahormetica é um gênero de insetos blatídeos (baratas) da família Blaberidae, subfamília Blaberinae.

## Taxonomia
Este gênero foi classificado por Henri Louis Frédéric de Saussure em 1864 sob a denominação Brachycola, incluindo uma única espécie, Brachycolla bilobata. No entanto, essa denominação coincidia com a dada previamente, em 1839, por Jean Guillaume Audinet-Serville ao gênero Hormetica.
Cinco espécies pertencem a este gênero:
- Parahormetica bilobata Saussure, 1864
- Parahormetica cicatricosa Saussure, 1869
- Parahormetica hylaeceps Miranda Ribeiro, 1936
- Parahormetica monticollis (Burmeister, 1838)
- Parahormetica punctata Saussure, 1873

## Distribuição geográfica
As espécies desse gênero foram encontradas na Argentina, no Brasil e no Chile.. Há hipóteses de que o gênero seja endêmico da Mata Atlântica.